# Despeñaperros
Le Despeñaperros est un défilé creusé par la rivière éponyme, situé dans la municipalité de Santa Elena, au nord de la province de Jaén (Espagne), qui met en communication la Meseta avec la vallée du Guadalquivir, à 730 mètres d’altitude.
Le Despeñaperros n’est pas un col puisque ce n’est pas un point de passage entre deux vallées mais une gorge creusée par une rivière à travers la montagne.
La zone alentour constitue un parc naturel de 7 649 ha, instauré en 1989.

## Description
C'est un défilé aux pentes abruptes (son nom signifie littéralement « précipite chiens »), avec un dénivelé de plus de 500 mètres entre le thalweg et les hauteurs qui l'encadrent. Au cours de l'histoire il a été très utilisé comme passage naturel à travers la Sierra Morena, reliant l'Andalousie à la Castille ainsi qu'au reste de l'Espagne. Par le Despeñaperros passent un nombre important de voies de communication : la route, l'autoroute A-4 ainsi que la voie ferrée. Cet accès par chemin de fer était le plus important puisque jusqu'en 1992 et la construction de l'AVE, il desservait toute l’Andalousie depuis Madrid.
Les coordonnées du défilé sont 38° 23′ 10″ N, 3° 30′ 25″ O. 

## Géologie
Le défilé est situé sur les limites orientales de la Sierra Morena. Cette chaîne est orientée est-ouest, mais traversée par quelques rivières nord-sud. Ainsi, certaines zones de la Meseta, au nord de la Sierra Morena, font partie du bassin versant du Guadalquivir. C’est le cas du río Despeñaperros qui a creusé le défilé, mais également 11 km plus à l’est du Guarrizas, dans lequel le río Despeñaperros se jette à 10 km au sud du défilé.
Les couches traversées sont de quartzite, d’une grande dureté, formées il y a 500 millions d’années au début de l’Ère primaire. Ces couches anciennes furent transformées par l’érosion en pénéplaine, mais l’ensemble fut relevé lors de la formation des Pyrénées, au cours de l’Ère tertiaire.
Dans les bancs de quartzite subsistent des traces spectaculaires de dunes (ripple marks) fossiles, ainsi que de nombreux fossiles déposés dans ce sédiment arénicole.
Certaines formations du Despeñaperros sont connues comme « El Salto del Fraile », « Las Correderas » ou « Los Organos », où le quartzite a subi des contraintes telles qu’il est désormais vertical : l’érosion a donné à l’ensemble une forme de tubes pointus qui évoquent les orgues.

## Flore

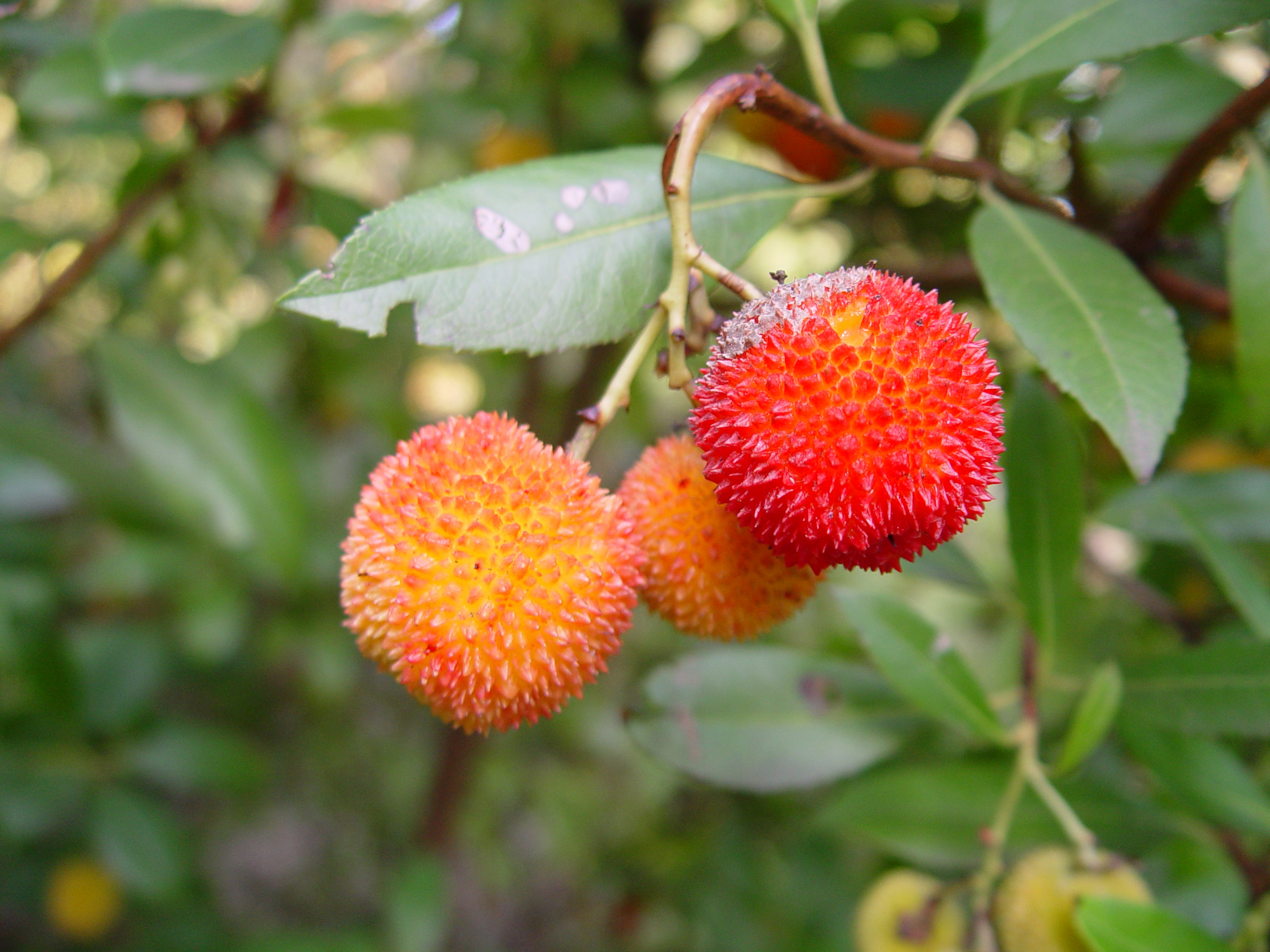
Arbousier

La végétation dominante est proche de celle de la Sierra Morena orientale (forêt méditerranéenne), avec chêne vert, chêne-liège, chêne du Portugal, chêne tauzin, mais aussi pin noir, pin d'Alep, Pin pignon. La strate arbustive est constituée d’arbousiers, de bruyères, de cistes, de myrtes.
La flore des ripisylves est constituée d’aulne, de frêne et de saule.
Dans le parc naturel, 30 espèces endémiques ont été répertoriées.

## Faune

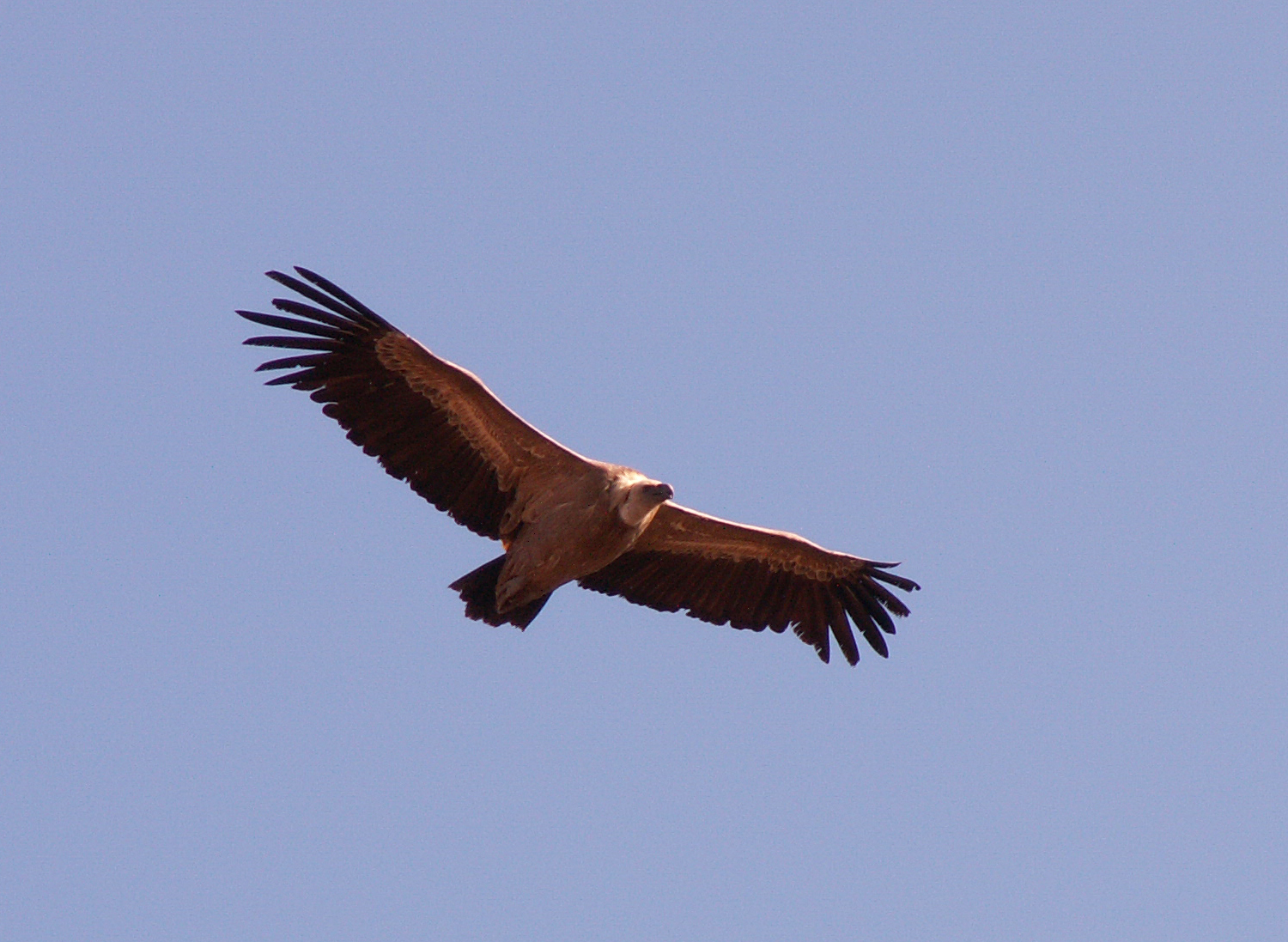
Vautour fauve

La faune est riche : cerfs, sangliers sont communs, mais on trouve également des lynx d'Espagne et des loups, ainsi que des petits carnivores comme le renard, le rat des pharaons, le chat sauvage.
Les oiseaux les plus remarquables sont l’aigle impérial et le vautour fauve.

## Histoire

### Archéologie
Au Despeñaperros comme à la cascade de Cimbarra (es) et dans les grottes alentour, de nombreux exemples de peintures rupestres néolithiques existent, preuve de l’occupation ancienne de ce point stratégique (grotte des Muñecos (es), grotte des Vacas del Rematoso).

### Importance
Signe de l’importance du lieu, la bataille de Las Navas de Tolosa eut lieu en 1212 à proximité du défilé.
Point de passage principal du commerce et des armées entre le centre et le sud de la péninsule, le Despeñaperros était cependant un mauvais chemin, difficile et qui nécessitait l’abandon des charrois de la Meseta pour un transport à dos de mule. Le caractère sauvage de la région et l’isolement des voyageurs permit longtemps le brigandage des bandoleros. Pour y remédier, Charles III d'Espagne décida en 1760 de construire une route à travers le défilé.
Le 26 juin 1808, une bataille y a lieu entre 2 000 Espagnols et l’armée française de Pierre Dupont de l'Étang, deux semaines avant la déroute française à Bailén.

## Anecdotes
Le Despeñaperros est souvent utilisé comme « frontière symbolique : De Despeñaperros p’abajo (« en dessous du Despeñaperros ») désigne l’Andalousie, de Despeñaperros p’arriba (« au-dessus du Despeñaperros ») le reste de l’Espagne.
Le torero andalou Cagancho eut ce mot, pour distinguer les matadors andalous des autres : ¡ De Despeñaperros p’abajo se torea, de Despeñaperros p’arriba se trabaja ! (En dessous du Despeñaperros, on torée, au-dessus on travaille !)

## Sources
- (es) Cet article est partiellement ou en totalité issu de l’article de Wikipédia en espagnol intitulé « Parque natural de Despeñaperros » (voir la liste des auteurs).